# 808s & Heartbreak
808s & Heartbreak é o quarto álbum de estúdio do rapper norte-americano Kanye West, lançado em 2008.
O álbum foi lançado no dia 24 de novembro. A recepção da crítica foi moderada. A revista Rolling Stone dos EUA deu três estrelas e meia para o álbum.

## Faixas
| #  | Título                                                           | Produtor(es)                        | Convidado   | Duração |
| 1  | "Say You Will"                                                   | Kanye West                          |             | 6:17    |
| 2  | "Welcome to Heartbreak"                                          | Kanye West, Jeff Bhasker, Plain Pat | Kid Cudi    | 4:23    |
| 3  | "Heartless"                                                      | Kanye West, No I.D.                 |             | 3:31    |
| 4  | "Amazing"                                                        | Kanye West, Jeff Bhasker            | Young Jeezy | 3:58    |
| 5  | "Love Lockdown"                                                  | Kanye West, Jeff Bhasker            |             | 4:30    |
| 6  | "Paranoid"                                                       | Kanye West, Jeff Bhasker, Plain Pat | Mr Hudson   | 4:37    |
| 7  | "RoboCop"                                                        | Kanye West                          |             | 4:34    |
| 8  | "Street Lights"                                                  | Kanye West, Mr Hudson               |             | 3:09    |
| 9  | "Bad News"                                                       | Kanye West                          |             | 3:58    |
| 10 | "See You in My Nightmares"                                       | Kanye West, No I.D.                 | Lil Wayne   | 4:18    |
| 11 | "Coldest Winter"                                                 | Kanye West, No I.D., Jeff Bhasker   |             | 2:45    |
| 12 | "Pinocchio Story" (freestyle ao vivo em Singapura) (Faixa Bônus) | Kanye West                          |             | 6:03    |

## Desempenho nas paradas
O álbum vendeu 450 mil cópias na semana de lançamento e estreou em primeiro lugar na parada da Billboard americana, batendo Guns N' Roses e The Killers.

### Posições
| Paradas (2008)                        | Melhor posição |
| ------------------------------------- | -------------- |
| Austrália - Parada de Álbuns          | 12             |
| Canadá - Parada de Álbuns             | 4              |
| Estados Unidos - Billboard 200        | 1              |
| Irlanda - Parada de Álbuns            | 11             |
| Nova Zelândia - ARIA Parada de Álbuns | 15             |
| Reino Unido - Parada de Álbuns        | 11             |
| Suíça - Parada de Álbuns              | 13             |